# Санітарний люк

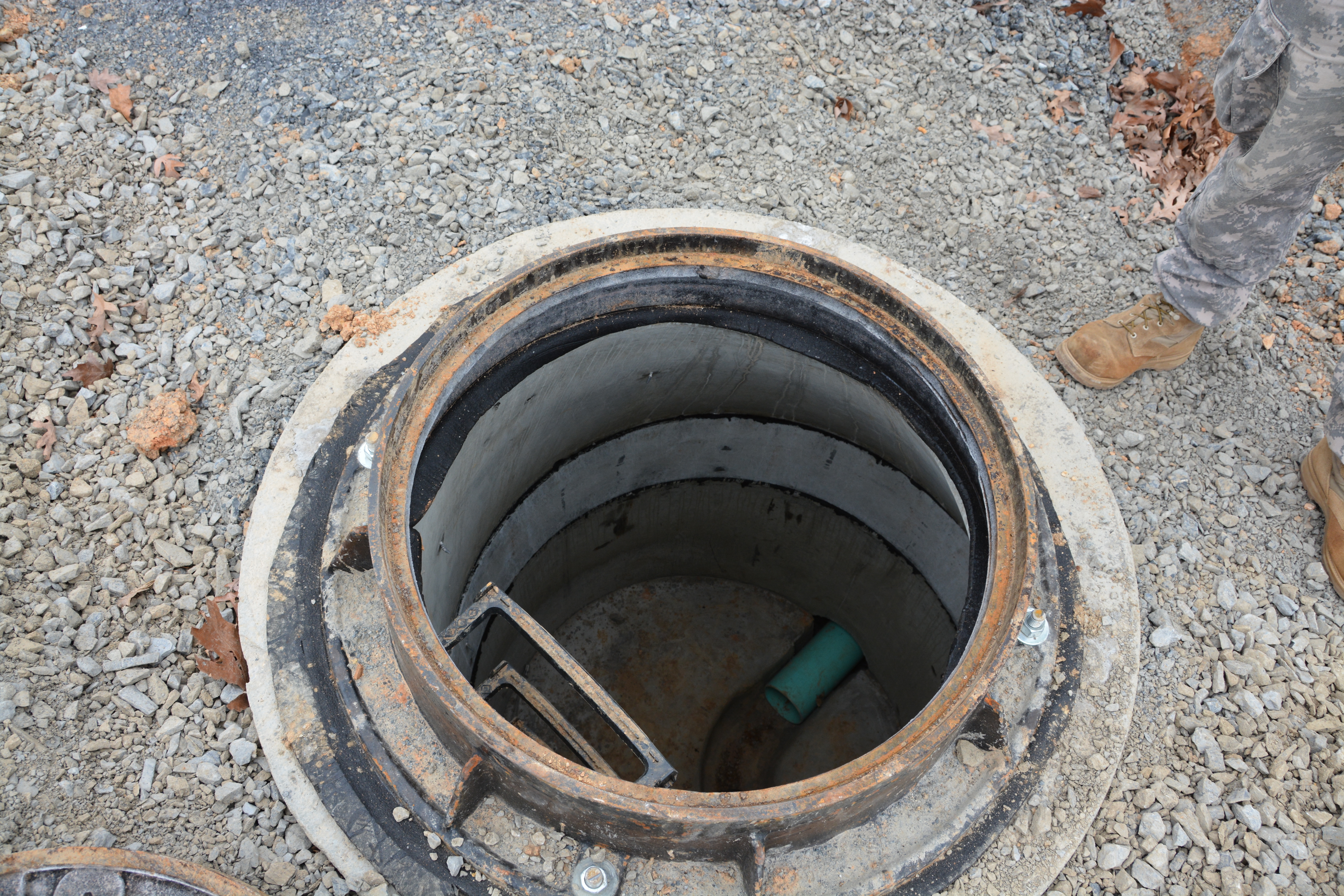
Санітарний люк

Санітарний колодязь (каналізаційний колодязь,  або санітарний люк ) ) — це колодязь, який використовується як точка доступу для обслуговування та перевірки підземної каналізаційної системи. Санітарні люки іноді використовуються як вентиляційні отвори, щоб запобігти накопиченню стічних газів під тиском. Крім того, вони використовуються для видалення сміття та застосування хімічних речовин, таких як знежирювачі та інсектициди.
Коли підземні каналізаційні лінії прокладаються близько до рівня землі (це може бути на глибині менше ніж 0,75 метра (2,5 фута) або 2 метри (6,6 фута) залежно від місцевих норм), замість цього як точка доступу використовується оглядова камера  Оглядові камери дозволяють отримати доступ до каналізаційних ліній без необхідності входу в них людини.